# CHEERS (Mrs. GREEN APPLEの曲)
「CHEERS」（チアーズ）は、日本のロックバンド・Mrs. GREEN APPLEの楽曲。スタジオ・アルバム『Attitude』から3ヶ月連続先行配信の第3弾として2019年9月19日に先行配信された。

## 概要
2019年9月17日、4thフルアルバム『Attitude』より、3か月連続先行配信･第3弾として「CHEERS」を同年9月19日に配信することが発表された。
また、発表と同時に『Attitude』Apple Music Pre-add & 「CHEERS」LINE MUSICお気に入りキャンペーンが実施された。
リリース前日には『ミセスLOCKS!』にて初オンエアされた。
リリース日の12:00にはミュージックビデオが公開され、わずか4日で100万回再生を突破した。

2020年1月10日には森永製菓「受験にinゼリー」CMソングに起用されることが決定、同年13日から全国オンエアが開始された。
フェーズ1最後のアリーナツアー『エデンの園』初日公演からちょうど1年の2020年12月7日にはライブリリックビデオが公開された。この動画は2024年7月時点で1,000万回再生を突破している。
2024年5月には日本レコード協会にてストリーミング プラチナ認定(1億回再生)を突破した。